# Южна провинция (Сиера Леоне)
Южната провинция (на английски: Southern Province) е една от трите провинции на Сиера Леоне. Граничи с Либерия и има широк излаз на Атлантическия океан. Площта ѝ е 19 694 км², а населението е 1 441 308 души (по преброяване от декември 2015 г.). Столица и административен център на провинцията е град Бо, който е втори по население в цяла Сиера Леоне след град Фрийтаун.

## Окръзи
Провинцията е разделена на 4 окръга:
- Бо, столица Бо
- Бонте, столица Бонте
- Моямба, столица Моямба
- Пужехун, столица Пужехун